# Chiesa dei Santi Sebastiano e Maria Assunta
La chiesa dei Santi Sebastiano e Maria Assunta è un luogo di culto cattolico situato nella frazione di Vezzano Inferiore, in piazza del Popolo, nel comune di Vezzano Ligure in provincia della Spezia. La chiesa è sede della parrocchia omonima del vicariato dell'Alta Val di Magra della diocesi della Spezia-Sarzana-Brugnato.

## Storia e descrizione

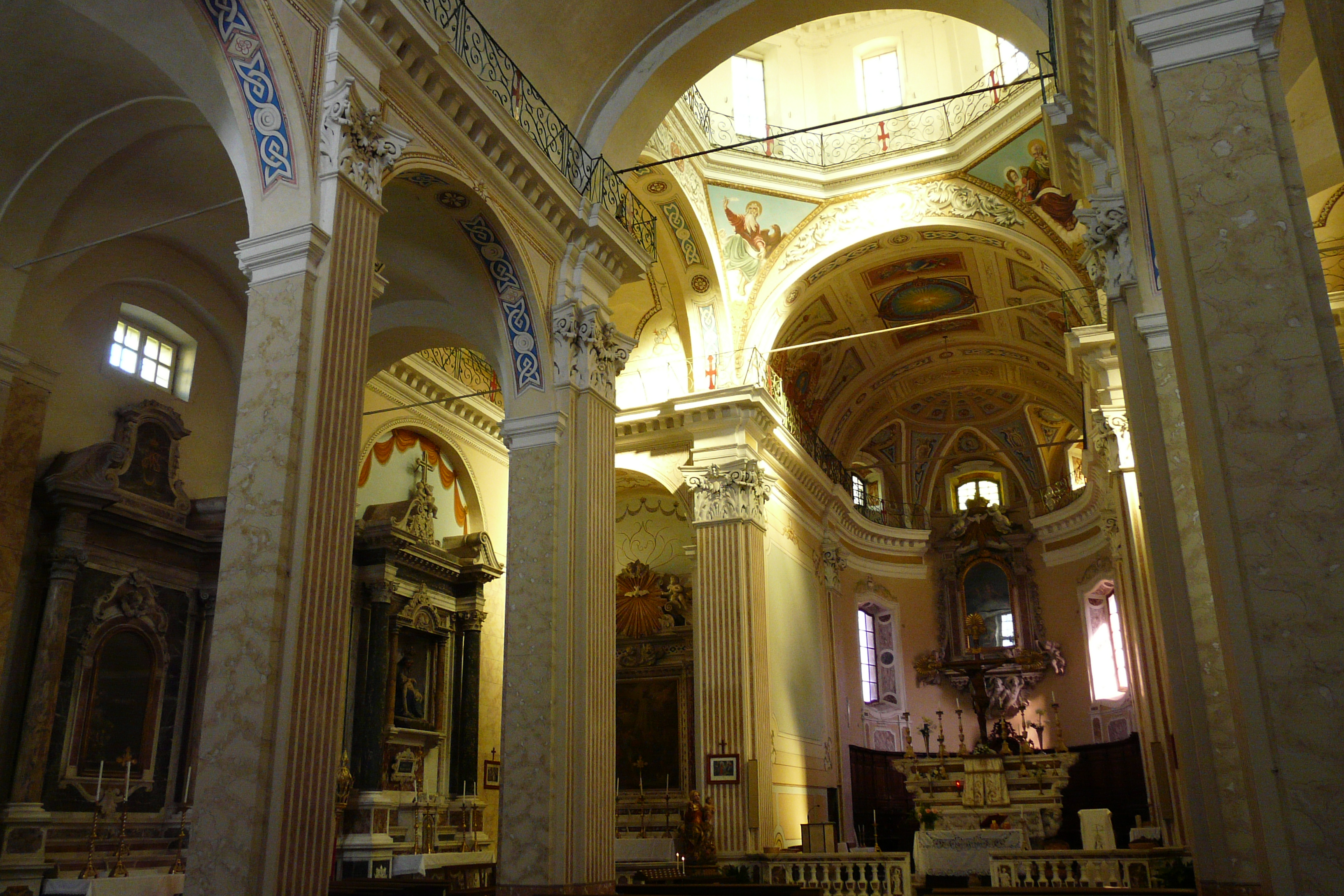
Particolare dell'interno

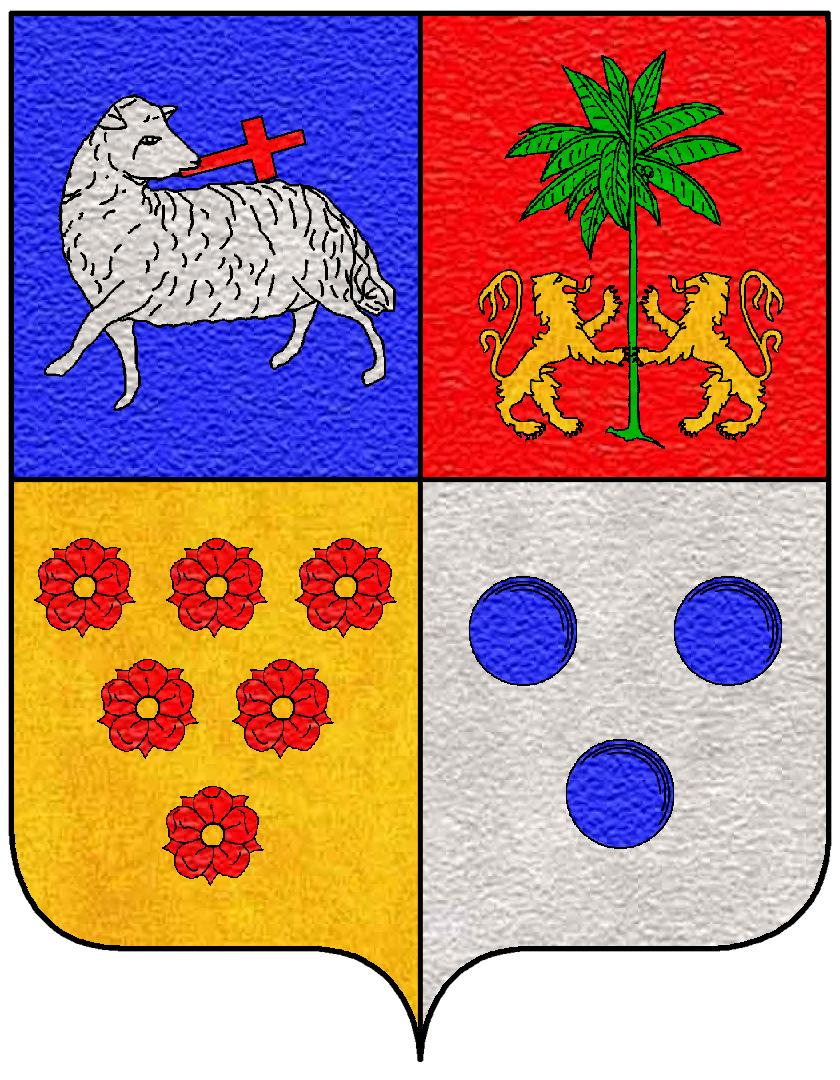
Zacchia

L'edificio religioso fu edificato, come oratorio intitolato a san Sebastiano, tra il 1602 e il 1620 nel luogo detto "del Campo", sulla sella sottostante dell'antico e scomparso castello.
Voluta dai cardinali Paolo Emilio Zacchia e Laudivio Zacchia - esponenti di una nobile famiglia del luogo- la chiesa assunse il ruolo di parrocchiale del borgo di Vezzano a seguito del degrado dell'edificio dell'antica chiesa romanica di Santa Maria. 
Assieme al fonte battesimale (del XVI secolo) e ad altri arredi sacri della sopracitata chiesa ne ereditò anche il titolo di santa Maria Assunta.
Il sagrato della chiesa è rivestito da un risseu, il tipico mosaico ligure composto da ciottoli colorati.
La semplice elegante facciata presenta due ordini di paraste che incorniciano il portale d'ingresso ed un'ampia finestra al livello superiore. I due livelli sono raccordati dalle tipiche volute barocche. In alto la facciata è conclusa da un fastigio curvilineo.
Il luminoso interno è a tre navate con altari laterali intervallate da pilastri con capitelli corinzi. Al centro dell'abside è l'altare maggiore barocco in marmi policromi.
Nel secondo altare della navata sinistra è collocato il gruppo scultoreo raffigurante la Pietà del genovese Anton Maria Maragliano.